# (215101) 1995 LB
(215101) 1995 LB là một tiểu hành tinh nằm ở rìa trong của vành đai chính. Nó được phát hiện bởi Robert H. McNaught ở Đài thiên văn Siding Spring ở Coonabarabran, New South Wales, Australia, ngày 1 tháng 6 năm 1995.